# Алина де Браоз
Алина де Браоз (англ. Aline de Braose) или Алина де Брёз (англ. Aline de Breuse; ок. 1290 — до 21 августа 1331) — наследница Гоуэра и Брамбера, жена английского аристократа Джона (I) де Моубрея, 2-го барона Моубрея, дочь Уильяма де Браоза, 2-го барона Браоза.

## Биография
Алина родилась около 1290 года. Она происходила из знатного рода Браозов, владевших богатыми землями в Валлийской марке, и была старшей из двух дочерей Уильяма де Браоза, 2-го барона Браоза, от первого брака, имя её матери неизвестно. Уже в 1298 году отец выдал её замуж за своего воспитанника — Джона (I) де Моубрея, наследника богатых владений Моубреев.
В 1316 году Уильям де Браоз передал дочери и зятю свои владения в Суссексе, включая Брамбер, а позже и Гоуэр в Валлийской марке. Однако на Гоуэр претендовал также Хью Диспенсер Младший, могущественный фаворит короля Эдуарда II. Игнорируя законы и обычаи марки, он добился конфискации Гоуэра, что привело в 1321 году к восстанию крупных баронов Марки, поддержанных Томасом Ланкастером, двоюродным братом короля, возглавлявшим баронскую оппозицию. В результате восстания Джон де Моубрей, муж Алины, в марте 1322 года был захвачен в плен и казнён, его личные владения конфискованы, а Алина вместе с малолетним сыном, Джоном (II) де Моубреем, 22 февраля 1322 года заключена под стражу в лондонском Тауэре.
Чтобы обрести свободу, Алина была вынуждена согласиться на передачу Гоуэра Диспенсеру Младшему, а также отказаться от прав на Суссекские владения в пользу Диспенсера Старшего. Дисперсер Младший вернул Бедфордские маноры Уильяму де Браозу, но только на время его жизни. Позже Алина утверждала, что Диспенсер воспользовался тем, что её отец был «слаб разумом», и отдал поместье Уитхем в Кенте просто за обещание освободить дочь и внука.
Позже Алина вторично вышла замуж — за Ричарда де Пешейла. После свержения Эдуарда II в 1327 году новый король Эдуард III отменил приговор 1322 года, в результате чего Джону II возвратили титул отца и некоторые из его владений. Алине также были возвращены Суссекские владения отца, которые она передала под управление своему второму мужу.
Алина умерла в 1331 году, после чего начался спор за её наследство. Сассекскими владениями продолжал управлять Ричард де Пешейл, который противодействовал всем попыткам своего пасынка возвратить эти земли. Только после его смерти после 1342 года Джон II де Моубрей смог получить наследство матери, хотя ему и пришлось спорить за них с её двоюродным братом Томасом де Браозом. Окончательно спор был решён только после 1347 года. Также Джону пришлось после смерти матери в 1331 году заплатить 300 фунтов графу Уорику, чтобы вернуть Гоуэр.

## Брак и дети
1-й муж: с 1298 года (Суонси) Джон (I) де Моубрей (4 сентября 1286 — 23 марта 1322), 2-й барон Моубрей с 1297. Дети:
- Джон (II) де Моубрей (29 ноября 1310 — 4 октября 1361), 3-й барон Моубрей с 1327

2-й муж: после 1322 Ричард де Пешейл (ум. после 1342). Детей от этого брака не было.